# El Paso (Wisconsin)
El Paso – miasto w Stanach Zjednoczonych, w stanie Wisconsin, w hrabstwie Pierce.